# 해리 웰시
해리 F. 웰시(1918년 9월 27일 ~ 1995년 1월 21일)는 제2차 세계 대전 도중 제101공수사단의 제506낙하산보병연대 2대대에 속한 E 중대 (일반적으로 "이지 중대" 라고 알려져 있다)의 중위로 가장 잘 알려져 있는 미국 육군의 장교이다.

## 대전 이전
웰시는 미국 펜실베이니아주 루즌에서 자랐으며 1942년 공수부대에 지원했다. 웰시는 포트 베닝의 제82공수사단의 예하 부대인 제504낙하산보병연대로 배속되었다. 사병 계급을 지내는 동안, 웰시는 중사가 될 것이라는 소문을 달고 다녔으며 싸움으로 인해 세번 이등병 계급으로 강등당했다. 웰시의 직속 상관은 웰시의 잠재력으로 보고 육군의 장교 후보 과정에 추천하였다.

## 제2차 세계대전
D-데이에 노르망디로 강하한 웰시는 이지 중대가 카렝탕 점령 작전을 시작하기 조금 전인 다음날 아침까지 이지 중대를 찾지 못했다. 웰시가 중대에 합류했을 때, 웰시는 리처드 윈터스가 중대장을 맡게 되면서 자리가 비게 된 1소대장 자리를 맡게 되었다.
6월 12일, 웰시는 소대를 이끌고 카렝탕을 곧바로 공격했다. 웰시는 이지 중대의 나머지 부대원들이 마을 안으로 진입할 때까지 소대를 지휘하였다. 마을의 점령이 끝나자, 웰시는 중대를 이끌고 오마하 해변을 역습하는 독일군을 저지하였다. 웰시의 소대는 이지 중대의 측면을 맡고 있었다. 이 전투는 산울타리를 사이에 둔 사나운 교전이었다. 전투 도중, 웰시는 사병 존 맥그래스와 함께 벌판으로 뛰쳐 들어간 후 독일군 탱크를 바주카로 파괴시켰다. 미국 육군 제2기갑사단의 일부가 도착하여 남은 독일군들을 제압하였다.
방어선을 지킨 이후, 제101공수사단과 함께 웰시와 이지 중대원들은 재충전과 인원 보충을 위해 영국으로 이동하였다. 웰시는 이지 중대의 행정관이 되었다.
웰시는 마켓 가든 작전을 수행하기 위해 네덜란드로 강하하였으며, 작전 기간 동안 네덜란드에 머물렀다. 작전이 실패한 후, 웰시와 이지 중대원들은 프랑스의 모메런 르 그랑으로 이동하여 다음 명령을 대기하였다.
1944년 12월 16일, 독일 무장친대위 사단이 아르덴 숲의 미군 방어선을 돌파하였는데, 당시 웰시는 제2대대 본부로 배속된 상태였다. 사단은 바스토뉴을 사수하라는 명령을 받았다. 이 전투 도중, 웰시는 크리스마스날 부상을 당했으며, 전투 도중의 무공을 인정받아 두 개의 동성 무공 훈장을 수여받았다.

## 전쟁 이후
웰시는 고향으로 돌아왔으며 그때까지 자신을 기다리고 있던 애인 캐서린 "키티" 그로건과 결혼하였고, 캐서린은 웰시의 예비 낙하산을 자신의 웨딩 드레스를 만드는 데 사용하였다. 웰시와 키티 부부는 케빈이라는 아들을 낳았는데, 케빈은 웰시보다 먼저 죽었다. 전쟁이 끝난 후 웰시는 다양한 직업을 가졌는데, 펜실베이니아주 윌키스베어 지역에서 교사를 하기도 했고, 펜실베이니아주 루즌에서 세무관을 하기도 했으며, 마지막으로는 윌크스베어의 교육감을 지낸 후 1983년 은퇴하였다. 웰시는 1995년 1월 21일, 심장마비로 세상을 떠났으며 이 날은 공교롭게도 웰시의 절친한 친구인 리처드 윈터스의 77번째 생일이기도 했다. 웰시의 아내 캐서린은 3년 뒤인 1998년 세상을 떠났다.

## 참조
1. ↑  “Band of Brothers” (영어). 2025년 1월 9일에 확인함.

## 같이 보기
- 미국 506 낙하산 보병 연대 E 중대
- 《밴드 오브 브라더스》